# 兹德诺·齐格尔
兹德诺·齐格尔（1969年10月19日—），斯洛伐克男子冰球运动员，场上位置是前锋。他曾代表斯洛伐克国家队参加1998年冬季奥林匹克运动会冰球比赛，获得第10名。